# Tempête de sable asiatique de 2021
 (mars 2021).
Si vous disposez d'ouvrages ou d'articles de référence ou si vous connaissez des sites web de qualité traitant du thème abordé ici, merci de compléter l'article en donnant les références utiles à sa vérifiabilité et en les liant à la section « Notes et références ».
La tempête de sable asiatique de 2021 est un phénomène météorologique en cours qui a commencé dans la steppe du désert de Gobi oriental (en) le 14 mars 2021 et s'est ensuite étendue à l'ensemble du sud du plateau mongol, au plateau du Lœss, à la plaine de Chine du Nord et à la péninsule coréenne. Elle est causée par de forts vents du nord-ouest venant de Mongolie, en raison de conditions chaudes et sèches.

## Contexte
Pékin et les villes du plateau mongol subissent régulièrement des tempêtes de sable en mars et avril, en partie en raison de sa proximité avec le désert de Gobi. Le problème a été aggravé depuis les années 1950 en raison de la déforestation généralisée et de l'érosion du sol. En particulier, les forêts à la frontière avec la Mongolie ont été coupées, ce qui fournissait auparavant une protection contre le sable du désert de Gobi. En 1978, la Chine a lancé le programme forestier de Three-North Shelter pour contrer les effets, notamment en plantant de nouveaux arbres sur 35 millions d'hectares de terres pour piéger les poussières entrantes. Des couloirs aériens ont également été créés pour permettre au sable de passer plus rapidement. Le ministère de l'Écologie et de l'Environnement du pays a déclaré que ces mesures réduisaient l'impact et la durée des tempêtes de sable. Le nombre moyen de jours sablonneux à Pékin est tombé de 26 dans les années 1950 à 3 en 2010. Immédiatement avant la tempête de sable, Pékin avait connu des niveaux élevés de pollution, la ville étant couverte de smog, à la suite du travail intensif de l’industrie pour se remettre de la pandémie de Covid-19.

## Impact

### Plateau mongol
En Mongolie, la tempête de sable a fait 10 morts, et 81 personnes ont été portées disparues, dont onze le sont toujours. Dans trois villes de la région chinoise de la Mongolie-Intérieure, les écoles ont été fermées et le système de transport public a été temporairement arrêté. Les vols hors de Hohhot, la capitale de la Mongolie-Intérieure, ont été cloués au sol.
La tempête de sable a été la plus forte du Ningxia en 19 ans. Les activités de plein air dans les écoles avaient été annulées, bien que les écoles aient été laissées ouvertes.
La tempête de sable se termine à l'est mais recommence à nouveau à Wuhai le 19 mars. Le 20 mars, une nouvelle alerte bleue de tempête de sable apparaît dans la Mongolie-Intérieure centrale, le Ningxia et la plaine de Chine du Nord, mais s'est également répandue plus à l'ouest au Xinjiang.

### Chine

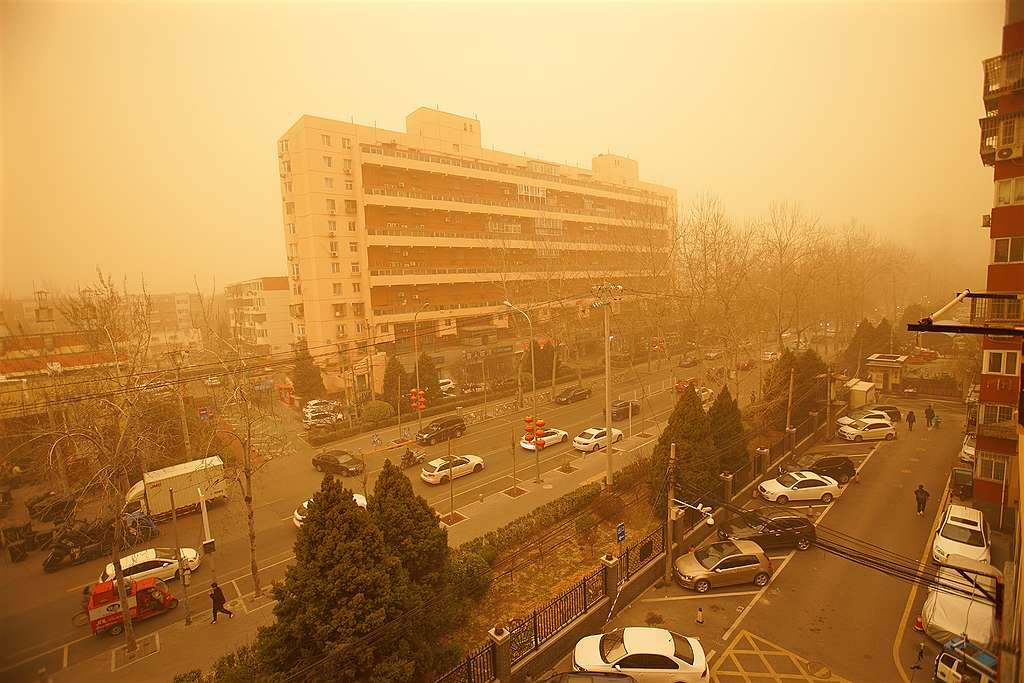
Pékin pendant la tempête de sable.

La tempête de sable a été la plus importante à avoir frappé la Chine en une décennie, entraînant une augmentation des niveaux de pollution dans certains districts jusqu'à 160 fois la limite recommandée. Elle a affecté 12 provinces en Chine, y compris la capitale chinoise Pékin que la tempête a frappée le 15 mars.
La visibilité à Pékin a été réduite à moins de 300 mètres. Plus de 400 vols aux principaux aéroports de la ville (l'aéroport de la capitale et l'aéroport de Daxing) ont été annulés, un cinquième de tous les vols et plus que le nombre typique pour les tempêtes de sable de poussière asiatique. La visibilité à l'aéroport de Pékin Daxing était tombée à 400–800 mètres. Les niveaux de PM 2,5 à Pékin ont atteint un maximum de 680 microgrammes par mètre cube, les niveaux les plus élevés observés depuis mai 2017, et l'indice de qualité de l'air PM10 a atteint un maximum de 999. Les directives de l'Organisation mondiale de la santé suggèrent que les niveaux de PM 2,5 supérieurs à 25 microgrammes par mètre cube sont dangereux. Les niveaux de PM10 ont atteint plus de 8 100 microgrammes par mètre cube dans six districts centraux. On a dit aux écoles d'annuler les événements en plein air, et les personnes souffrant de maladies respiratoires, ainsi que les enfants et les résidents plus âgés, ont été invitées à rester à l'intérieur.
La ville de Tangshan (une source majeure de pollution industrielle) a déclaré qu'elle sanctionnerait les entreprises pour ne pas avoir pris de mesures d'urgence anti-smog.
Le ministère chinois de l'Environnement a déclaré que la tempête se dissiperait le 18 mars.

### Corée du Sud
Le 16 mars, la tempête de sable a atteint l'ouest de la Corée du Sud. L'administration météorologique coréenne a prévu des niveaux "très mauvais" de PM10 (plus de 151 microgrammes par mètre cube) dans la région de la capitale de Séoul et sur l'île de Jeju, ainsi que dans les provinces de Chungcheong et Jeolla. L'agence a également prédit de «mauvais» niveaux dans les provinces de Gangwon et de Gyeongsang, bien que les niveaux réels aient fini par être «très mauvais».